# ريدازولول
ريدازولول وهو أحد حاصرات المستقبل بيتا الودي..